# Marie Coelingh-Vorderman

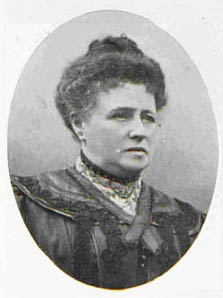
Mevr Couleingh-Vorderman in Onze Tooneelspeelers 1912

Marie Wilhelmine Vorderman, bekend als Marie Coelingh-Vorderman, (Den Haag, 27 augustus 1847 – Semarang, Nederlands-Indië, 20 januari 1930) was een Nederlands toneelactrice.
Zij was dochter van meubelmaker Jacobus Willem Vorderman en Marie Nater. Ze trouwde in 1873 met koopman Gerrit Coelingh; het huwelijk bleef voor zover bekend kinderloos.
Haar eerste optredens dateren van 1880; zij speelde, onopgeleid voor toneel, toen bij Rederijkerskamer Rhetorica te Deventer in Een vijand van vooruitgang of Julia uit den Westenberg. Haar man was “werkend lid” van de rederijkerskamer. Ze trok naar Amsterdam en maakte vanaf 1881 deel uit van het gezelschap rondom Van Ollefen, Moor en Veltman uit Amsterdam. Ze was een laatbloeier op het toneel. Ze speelde destijds de rol Louise in Frou-Frou. Het Algemeen Handelsblad van 5 december 1882 noemde haar "veelbelovend" en "beschaafd", maar nog "wat traag". Ze stapte over naar het gezelschap van Salon des Variétés en dat van Van Lier en vervolgens naar dat van Antoine Le Gras, Dirk Haspels en Jaap Haspels, alvorens naar Gent en Brugge te vertrekken. Ze kwam weer terug en sloot zich aan bij het toneelgezelschap van P.D. van Eijsen. In 1906 vierde ze haar 25-jarig, in 1911 haar 30-jarig.jubileum. Ze ging onverdroten verder met bijvoorbeeld het gezelschap De Haghespelers en het Hofstad Tooneel. Een groots afscheid kreeg ze echter niet; ze moest haar eigen afscheidstournee houden met De nicht; in 1916 verdween ze van de podia.  Ze speelde hier en daar nog een rolletje. Ze had toen al aangegeven genoeg te hebben van toneelspel, ze werd geplaagd door een toenemende doofheid. Coelingh-Vorderman stond niet bekend om het spel van hoofdrollen; liefst verzorgde ze een bijrol. Ze trok in haar toneeljaren voor langere tijd op met de veel bekendere Theo Mann-Bouwmeester.
Coelingh-Vorderman vertrok vervolgens naar Alkmaar en in 1920 van daaruit naar Semarang, Nederlands-Indié om haar laatste levensjaren door te brengen bij familie. Haar man overleed in 1922; haar naam ontbreekt in de rouwadvertentie, maar zijn verklaring van overlijden vermeldt haar wel als echtgenote.